# Glomus coremioides
Glomus coremioides är en svampart som först beskrevs av Berk. & Broome, och fick sitt nu gällande namn av D. Redecker & J.B. Morton 2000. Glomus coremioides ingår i släktet Glomus och familjen Glomeraceae.   Inga underarter finns listade i Catalogue of Life.